# Памятник гетману Сагайдачному (Харьков)
Памятник гетману Сагайдачному (укр. Пам'ятник гетьману Сагайдачному) — памятник гетману Войска Запорожского Петру Сагайдачному, первоначально установленный 14 июня 2008 года в Гагаринском районе Севастополя к празднованию 225-летия города. С 2015 года стоит в Харькове. Автор — Владимир Луцак

## История
Автор монумента — скульптор Владимир Луцак. Основным меценатом проекта выступил руководитель объединения «Трансконтиненталь» Юрий Колесников. Жители города прозвали памятник «танцующим гетманом».
После аннексии Крыма Россией 25 марта 2014 года в Севастополе было решено демонтировать памятник гетману Петру Сагайдачному, установленный в бухте Омега. Инициатором сноса стал и. о. губернатора города Сергей Меняйло, который ранее заявил журналистам, что памятник не имеет исторической ценности для города.
25 апреля 2014 года памятник демонтирован. Мэр Харькова Геннадий Кернес обратился к исполняющему обязанности губернатора города Севастополя Сергею Меняйло с просьбой передать демонтированный памятник общине Харькова. Свою просьбу руководитель Харькова изложил в письме, пообещав и. о. губернатора, что установит монумент на достойном месте.
15 мая памятник передан Украине. Вместе с памятником Харькову передали памятный знак в честь 10-летия Военно-морских сил Вооружённых сил Украины.
На месте будущего памятника была заложена в его основание капсула с памятным текстом.
22 августа 2015 года в Харькове произошла церемония открытия памятника казацкому гетману и атаману Петру Конашевичу-Сагайдачному, который после аннексии Крыма Россией был вывезен из Севастополя.

На церемонии открытия в Харькове было отмечено, что:
Открытие памятника Сагайдачному глубоко символично, это еще раз говорит о том, что Харьков – украинский город. Многие люди не знают, какая связь между Харьковом и гетманом. Но именно благодаря политику и воину Сагайдачному зародился Харьков, ведь как раз в те времена казаки его войска начали осваивать земли Слобожанщины